# D.S.
"D.S." é uma canção do cantor e compositor estadunidense Michael Jackson, que integra o álbum HIStory: Past, Present and Future, Book I, de 1995. Com sonoridade de punk rock, a canção aborda temas mais dramáticos como amargura, desconfiança e corrupção e possui acompanhamento musical do guitarrista Slash.
Na letra, Jackson acusa um homem chamado "Dom Sheldon" de aceitar suborno para acusá-lo ilegalmente enquanto mantém ligações com a CIA e a Ku Klux Klan e é motivado pelo racismo. Devido aos desgastes midiáticos sofridos por Jackson à época de lançamento do álbum, a canção é comumente interpretada como um ataque aberto ao promotor de justiça Tom Sneddon que havia movido contra ele uma investigação por abuso de menores em 1993.

## Antecedentes
Em 1995, Michael Jackson mantinha um distanciamento de aparições públicas e uma relação tensa com a imprensa que divulgava constantemente notícias danificando a percepção pública do artista. Anos antes, em 1993, Jackson havia sido acusado de abuso sexual de menores pelo Condado de Santa Bárbara, na Califórnia, e uma intensa e rotineira série de investigações seguiu-se. Como parte do processo, Jackson permitiu buscas e perícias íntimas em sua residência pessoal, o notório Rancho Neverland. As investigações foram lideradas pelo promotor de justiça Thomas W. Sneddon Jr..
Eventualmente, Jackson foi absolvido das acusações e a investigação foi encerrada com a justiça alegando "falta de evidências concretas". Com a melhora de sua saúde e suas relações pessoais, Jackson passou a trabalhar em seu nono álbum de estúdio, que viria a ser lançado dois anos mais tarde sob o título de HIStory. "D.S.", como várias outras faixas 'HIStory', foi a resposta de Jackson a eventos recentes em sua vida pessoal.

## Créditos
- Michael Jackson - vocais, produção e arranjos
- Bruce Swedien - mixagem
- Brad Buxer – teclado e sintetizador
- Chuck Wild – sintetizador
- Slash – guitarra elétrica
- Trevor Rabin - guitarra elétrica e violão